# 费利佩卡里略波多
费利佩卡里略波多，墨西哥东南部金塔纳罗奥州城市。该城市得名于当地政治家费利佩·卡里略·波多。
费利佩卡里略波多是费利佩卡里略波多自治区的行政中心。1850年费利佩卡里略波多市由玛雅人建立，当时命名为Chan Santa Cruz。1901年，墨西哥军队占领此地，更名为Chan Santa Cruz。费利佩卡里略波多人口25,744(2010)，居民以玛雅人为主。